# جون بارنز (سياسي أسترالي)
جون بارنز (بالإنجليزية: John Barnes)‏ هو نقابي وسياسي أسترالي، ولد في 17 يوليو 1868 في أستراليا، وتوفي في 31 يناير 1938 في أستراليا. حزبياً، نشط في حزب العمال الأسترالي. وقد انتخب عضو مجلس الشيوخ الأسترالي ‏ عن دائرة فيكتوريا (1 يوليو 1923 – 30 يونيو 1935) وانتخب عضو مجلس الشيوخ الأسترالي ‏ عن دائرة فيكتوريا (1 يوليو 1913 – 30 يونيو 1920).